# 김성찬 (1954년)
김성찬(金盛贊, 1954년 5월 7일~)은 대한민국의 관료, 정치인이며, 제28대 해군참모총장, 제19·20대 국회의원이다.
해군사관학교를 졸업하고 1함대 사령관, 해군본부 전력기획참모부장, 해군참모차장을 역임하였으며, 2010년 3월 19일 제28대 해군참모총장으로 임명 되었다.
2012년 4월 11일 제19대 총선에서 경남 창원시 진해구 지역구에 새누리당 후보자로 출마하여 당선되었으며, 2016년 4월 제20대 총선에서 같은 지역구에 출마하여 재선되었다.

## 학력
- 1966년 대야국민학교 졸업
- 1969년 진해중학교 졸업
- 1972년 진해고등학교 졸업
- 1976년 해군사관학교 30기 학사
- 1982년 충남대학교 행정학과 학사
- 1984년 육군보병학교 졸업
- 1988년 해군대학 졸업
- 1991년 대한민국 국방대학교 행정학사 36기
- 1996년 영국 국방대학원 수료
- 2004년 경기대학교 대학원 국제정치학 석사

### 비학위 수료
- 2002년 서울대학교 해양정책최고위과정 수료
- 2008년 충남대학교 평화안보정책과정 수료

## 수상
- 1998년 대통령표창
- 2006년 보국훈장 천수장
- 2011년 콜롬비아 대십자훈장
- 2011년 미국공로훈장
- 2011년 보국훈장 통일장
- 2012년 터키군 공로훈장
- 2012년 인도네시아 해군최고훈장
- 2013년 새누리당 국정감사 우수의원
- 2013년 새누리당 민생정책 아이디어 공모전 우수상
- 2014년 올해의 해사인상

## 진급
- 1976. 3. 대한민국 해군 소위 임관
- 2002. 7. 대한민국 해군 준장 진급
- 2005. 1. 대한민국 해군 소장 진급
- 2008. 4. 대한민국 해군 중장 진급
- 2010. 3. 대한민국 해군 대장 진급

## 경력

### 군인
- 1996. 12.~1998. 1. 마산함장(FF-955)
- 2000. 2.~2002. 1. 51전대장
- 2000. 3.~2000. 7. 환태평양 훈련(RIMPAC) 분대사령관
- 2002. 3.~2003. 3. 국방대학교 국방관리대학원장
- 2003. 3.~2004. 1. 진해기지사령관
- 2005. 11.~2006. 12. 1함대사령관
- 2006. 12.~2008. 4. 해군본부 전력기획참모부장
- 2008. 4.~2010. 3. 해군 참모차장
- 2010. 3.~2011. 10. 해군 참모총장(제28대)

### 국회의원
- 2012년 4월 11일 대한민국 제19대 국회의원 선거 당선(경남 창원시 진해구, 새누리당, 초선)
- 2012년 5월 30일~2016년 5월 29일: 제19대 국회의원
- 2014년 6월~2016년 5월: 제19대 국회 후반기 국방위원회 간사
- 2015년 2월~2016년 5월: 새누리당 정책위원회 국방정책조정위원장
- 2016년 4월 13일 대한민국 제20대 국회의원 선거 당선(경남 창원시 진해구, 새누리당, 재선)
- 2016년 5월 30일~2020년 5월 29일: 제20대 국회의원
- 2016년 7월~2017년 2월: 새누리당 경상남도당위원장
- 2016년 7월~2017년 6월: 제20대 국회 전반기 민생경제특별위원회 간사
- 2016년 11월~2017년 2월: 새누리당 시도당위원장협회장
- 2017년 2월~2017년 8월: 자유한국당 경남도당위원장
- 2017년 2월: 자유한국당 시도당위원장협회장
- 2017년~2018년 6월: 자유한국당 북핵위기대응특별위원회 부위원장
- 2018년 2월~2019년 1월: 자유한국당 전국위원회부의장
- 2018년 7월~2020년 5월: 제20대 국회 후반기 농림축산식품해양수산위원회 위원
- 2018년 10월~2019년 2월: 자유한국당 남북군사합의검증특별위원회 위원
- 2018년 12월~2020년 2월: 자유한국당 경남도당 창원진해 당협위원장
- 2019년 1월~2019년 2월: 자유한국당  2.27 전대 선관위 위원
- 2019년 2월~2020년 2월: 자유한국당 북핵외교안보특별위원회 위원
- 2019년 9월~2020년 2월: 자유한국당 아프리카 돼지열병 대책 마련을 위한 태스크포스 위원
- 2019년 10월~2020년 2월: 자유한국당 국가정상화특별위원회 부위원장
- 2019년 12월~2020년 2월: 자유한국당 인재영입위원회 수석 부위원장
- 2020년 2월~2020년 5월 : 미래한국당 최고위원

### 이외 경력
- 대한민국해양연맹 고문
- 최재형 열린캠프 자문위원
- 국민의힘 제20대 대통령선거 선거대책본부 윤석열 대통령 후보 직속 위원회 미래를 여는 희망위원회 위원

## 가족
- 배우자: 문은숙
- 자녀: 1남 1녀

## 역대 선거 결과
|  | 58.65% |

|  | 51.27% |

## 소속 정당
| 소속 정당 | 소속 정당  | 소속 기간 | 비고      |
| --------- | ---------- | --------- | --------- |
|           | 새누리당   | 2012~2017 | 정계 입문 |
|           | 자유한국당 | 2017~2020 | 당명 변경 |
|           | 무소속     | 2020      | 탈당      |
|           | 미래한국당 | 2020      | 창당      |
|           | 미래통합당 | 2020      | 합당      |
|           | 국민의힘   | 2020~현재 | 당명 변경 |

## 같이 보기
- 창원시 진해구 (선거구)
- 창원시 진해구의 국회의원
- 대한민국의 해군참모총장
- 대한민국의 해군참모차장